# Línea 22B (Movibus)
La línea 22B de la red de autobuses interurbanos de la Región de Murcia (Movibus) une La Gineta con el Campus de Espinardo de la Universidad de Murcia, la UCAM y Murcia.

## Características
Fue puesta en servicio el 3 de diciembre de 2021, con la entrada en vigor de la primera fase de Movibus.
Desde el 17 de julio de 2023, realiza parada en la urbanización Montepinar (El Esparragal, Murcia), junto con la línea 22A.
La línea mantiene los mismos horarios todo el año (exceptuando las vísperas de festivo y festivos de Navidad). La línea no presta servicio los fines de semana ni festivos.
Pertenece a la concesión MUR-002 "Beniel - Santomera - Murcia", y hasta el 2 de diciembre de 2023 fue operada por Orbitalia/MoviMurcia. Desde el 3 de diciembre de 2023, pasa a estar operada por Monbus.

## Horarios
| Lunes a viernes laborables |                    |
| La Gineta > Murcia         | Murcia > La Gineta |
| 08:00                      | 17:00              |
| 18:00                      |                    |

## Recorrido y paradas

### Sentido Murcia
| Parada                  | Común con | Conexiones con tranvía     | Municipio |
| ----------------------- | --------- | -------------------------- | --------- |
| La Gineta               |           |                            | Fortuna   |
| Instituto               |           |                            | Santomera |
| Librería                |           |                            | Santomera |
| Barrio de La Inmaculada | 22A       |                            | Santomera |
| La Moñina               | 22A       |                            | Murcia    |
| Cobatillas              | 22A       |                            | Murcia    |
| Ignacio                 | 22A       |                            | Murcia    |
| Urb. Montepinar         | 22A       |                            | Murcia    |
| C.C. Myrtea             | 22A       |                            | Murcia    |
| Agridulce               | 11 22A 33 |                            | Murcia    |
| Educación               | 22A 33    |                            | Murcia    |
| Luis Vives              | 11 22A 33 |                            | Murcia    |
| Veterinaria             | 22A 33    |                            | Murcia    |
| Informática             | 11 22A 33 |                            | Murcia    |
| Aulario General         | 22A       | Servicios de Investigación | Murcia    |
| Monte Romero            | 22A       |                            | Murcia    |
| Convento                | 22A       |                            | Murcia    |
| Centro Meteorológico    | 22A       |                            | Murcia    |
| Barbería                | 22A       |                            | Murcia    |
| Urbanización            | 22A       |                            | Murcia    |
| Gasolinera              | 22A       |                            | Murcia    |
| Los Silvestres          | 22A       |                            | Murcia    |
| Universidad Católica    | 11 22A 33 | UCAM-Los Jerónimos         | Murcia    |
| Plaza Circular, 2       | 22A       | Plaza Circular             | Murcia    |

### Sentido La Gineta
| Parada               | Común con | Conexiones con tranvía | Municipio |
| -------------------- | --------- | ---------------------- | --------- |
| Plaza Circular, 2    | 22A       | Plaza Circular         | Murcia    |
| Universidad Católica | 11 22A 33 | UCAM-Los Jerónimos     | Murcia    |
| Los Silvestres       | 22A       |                        | Murcia    |
| Gasolinera           | 22A       |                        | Murcia    |
| Urbanización         | 22A       |                        | Murcia    |
| Barbería             | 22A       |                        | Murcia    |
| Centro Meteorológico | 22A       |                        | Murcia    |
| Convento             | 22A       |                        | Murcia    |
| Monte Romero         | 22A       |                        | Murcia    |
| Biológicas           | 11 22A 33 |                        | Murcia    |
| Psicología           | 22A 33    |                        | Murcia    |
| Apartamentos Campus  | 11 22A 33 |                        | Murcia    |
| Educación            | 22A 33    |                        | Murcia    |
| Agridulce            | 11 22A 33 |                        | Murcia    |
| C.C. Myrtea          | 22A       |                        | Murcia    |
| Urb. Montepinar      | 22A       |                        | Murcia    |
| Ignacio              | 22A       |                        | Murcia    |
| Cobatillas           | 22A       |                        | Murcia    |
| La Moñina            | 22A       |                        | Murcia    |
| Librería             |           |                        | Santomera |
| Instituto            |           |                        | Santomera |
| La Gineta            |           |                        | Fortuna   |